# Bulharsko na Letních olympijských hrách 1960
Bulharsko na Letních olympijských hrách 1960 v italském Římě reprezentovalo 98 sportovců, z toho 89 mužů a 9 žen. Nejmladším účastníkem byl Dimitar Jakimov (19 let, 15 dny), nejstarším účastníkem pak Krum Lekarski (62 let, 123 dní). Reprezentanti vybojovali 5 medailí, z toho 1 zlatou, 3 stříbrné a 3 bronzové.

## Medailisté
| Medaile | Jméno          | Sport                | Disciplína                 |
| ------- | -------------- | -------------------- | -------------------------- |
| Zlato   | Dimitar Dobrev | Zápas                | Muži řecko-římský do 79 kg |
| Stříbro | Krali Bimbalov | Zápas                | Muži řecko-římský do 87 kg |
| Stříbro | Stančo Ivanov  | Zápas                | Muži volný styl do 62 kg   |
| Stříbro | Neždet Zalev   | Zápas                | Muži volný styl do 57 kg   |
| Bronz   | Velik Kapsazov | Sportovní gymnastika | muži kruhy                 |
| Bronz   | Dinko Petrov   | Zápas                | Muži řecko-římský do 57 kg |
| Bronz   | Eňu Valčev     | Zápas                | Muži volný styl do 67 kg   |